# Rajon Gwardeisk
Der Rajon Gwardeisk ist eine Verwaltungseinheit in der russischen Oblast Kaliningrad. Er liegt im Zentrum des Gebietes östlich dessen Hauptstadt Kaliningrad und gehört zu den dichter besiedelten Rajonen in der Oblast.
Seit 2015 besteht der Rajon nur noch administrativ-territorial und wird mit Administrativer Rajon Gwardeisk (russisch Гвардейский административный район) bezeichnet. Die kommunale Selbstverwaltung wird als Munizipalkreis organisiert, dessen Verwaltungssitz die Stadt Gwardeisk (Tapiau) ist.
Der Rajon wird vom Fluss Pregel und seinem Nebenarm Dejma (Deime) durchflossen. Parallel zum Pregel verläuft die Eisenbahnstrecke Kaliningrad–Moskau und die autobahnähnlich ausgebaute Straße Kaliningrad–Talpaki–Moskau / Sankt Petersburg. Haupterwerbszweig der Bevölkerung ist die Landwirtschaft, die – wie meistens in der Oblast – genossenschaftlich organisiert ist.

## Kommunale Selbstverwaltung
Auf dem Territorium des Rajons Gwardeisk besteht die kommunale Selbstverwaltungseinheit Munizipalkreis Gwardeisk (ru. Гвардейский муниципальный округ, Gwardeiski munizipalny okrug) mit der Stadt Gwardeisk und 61 weiteren Siedlungen (ru. possjolok).

## Geschichte
Der Rajon wurde am 7. April 1946 als Tapiauski rajon gegründet. Der Name bezog sich auf die Kleinstadt Tapiau, die bis 1945 im Kreis Wehlau lag, dessen Nachfolge dieser Rajon antrat. Die Kreisstadt Wehlau, ab 1947 russisch Snamensk, war im Zweiten Weltkrieg stark zerstört worden, so dass man es vorzog, die Rajonverwaltung im weniger zerstörten Tapiau zu installieren. Zuständig für den Rajon war ab Ende Mai 1946 zunächst die Verwaltung für zivile Angelegenheiten des Rajons Tapiau (ru. Управление по гражданским делам Тапиауского района, Uprawlenie po graschdanski delam Tapiauskowo rajona). Am 7. September 1946 wurde die Stadt Tapiau in Gwardeisk umbenannt und der Rajon in Gwardeiski rajon.
Am 21. Juni 1947 wurde zur Verwaltung des Rajons das Exekutivkomitee des Gwardeisker Rajonsowjets der Abgeordneten der Werktätigen ernannt (ru. Исполнительный комитет Гвардейского районного Совета депутатов трудящихся, Ispolnitelny komitet Gwardeiskowo rajonowo Soweta deputatow trudjaschtschichsja; kurz: Гвардейский Райисполком, Gwardeiski Rajispolkom). Bei der Einrichtung der Dorfsowjets im Juni/Juli 1947 wurde die nun Druschba genannte ehemalige Kleinstadt Allenburg dem Rajon Prawdinsk zugeteilt. Der Ort Snamensk hatte nun nurmehr den Status einer Arbeitersiedlung.
Im Jahr 1959 kam aus dem aufgelösten Rajon Kaliningrad der Ort Komsomolsk (Löwenhagen) mit Umgebung hinzu. Von 1963 bis 1965 waren während einer kurzzeitigen allgemeinen Verwaltungsreform die Stadt Gwardeisk rajonfrei und die ländlichen Gebiete des Rajons an den Rajon Polessk angeschlossen. Im Jahr 1977 wurde in der Bezeichnung der Rajonverwaltung der Begriff „der Abgeordneten der Werktätigen“ durch „der Volksabgeordneten“ ersetzt (ru. народных депутатов, narodnych deputatow).
Nach dem Zerfall der Sowjetunion wurde im Jahr 1992 die Rajonverwaltung in Administration des Rajons Gwardeisk (ru. Администрация Гвардейского района, Administrazija Gwardeiskowo rajona) umbenannt. Im Jahr 1998 wurde auf dem Territorium des Rajons Gwardeisk die (gleichnamige) kommunale Selbstverwaltungseinheit Rajon Gwardeisk eingerichtet. Im Jahr 2005 wurde diese Verwaltungseinheit mit dem Status eines "munizipalen" Rajons versehen; darin wurde die kommunale Selbstverwaltung auf die lokale Ebene ausgeweitet und die bestehenden fünf Dorfbezirke in vier Landgemeinden umgewandelt. Dabei verlor der Ort Snamensk seinen Status als Siedlung städtischen Typs und wurde Sitz einer Landgemeinde. Im Jahr 2014 wurde die kommunale Selbstverwaltung als Stadtkreis organisiert. Im Jahr 2022 wurde der Stadtkreis in einen Munizipalkreis umgewandelt.

### Dorfsowjets/Dorfbezirke 1947–2005
| Name             | Verwaltungssitz                                 | deutscher Name       | Bemerkungen |
| ---------------- | ----------------------------------------------- | -------------------- | --- |
| Bolschepoljanski | Bolschaja Poljana                               | Paterswalde          | wurde 1960 aufgelöst, 1963 im Rajon Polessk wieder eingerichtet, seit 1965 wieder im Rajon Gwardeisk, bis 1991, ab dann wurden die Orte von der Siedlung städtischen Typs Snamensk verwaltet |
| Borski           | Borskoje seit vor 1968 bis vor 1988: Swenjewoje | Schiewenau Popehnen  | von 1963 bis 1965 im Rajon Polessk |
| Golowenski       | Golowenskoje                                    | Willkühnen           | bis 1954, dann zu Borski; der Ort Golowenskoje gehört heute zu Roschtschino |
| Kuibyschewski    | Kuibyschewskoje seit vor 1988: Talpaki          | Petersdorf Taplacken | seit 1954, vorher Talpakenski, von 1963 bis 1965 im Rajon Polessk |
| Oserski          | Oserki                                          | Groß Lindenau        | von 1963 bis 1965 im Rajon Polessk |
| Saretschenski    | Saretschje                                      | Pregelswalde         | von 1963 bis 1965 im Rajon Polessk, bis etwa 1994, dann zu Oserski |
| Slawinski        | Slawinsk                                        | Goldbach             | von 1963 bis 1965 im Rajon Polessk |
| Sorinski         | Sorino                                          | Poppendorf           | von 1963 bis 1965 im Rajon Polessk |
| Talpakenski      | Talpaki                                         | Taplacken            | bis 1954, dann Kuibyschewski |

### Gemeinden 2005–2014

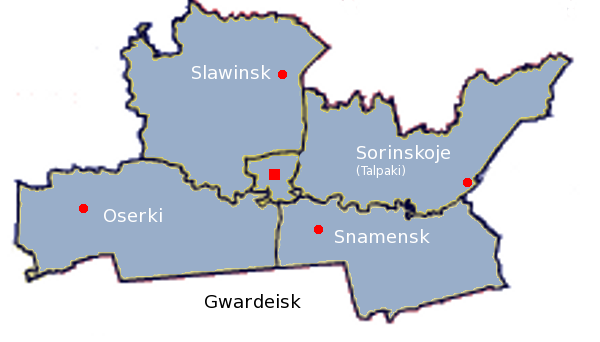
Verwaltungseinteilung des Rajons Gwardeisk von 2005 bis 2014

Von 2005 bis 2014 bestand auf dem Territorium des Rajons Gwardeisk die kommunale Selbstverwaltungseinheit Rajon Gwardeisk, ein sog. „munizipaler“ Rajon, zu dem die städtische Gemeinde Gwardeiskoje selskoje posselenije mit der Stadt Gwardeisk und der weiteren Siedlung Prigorodnoje sowie vier Landgemeinden mit insgesamt 60 Siedlungen gehörten:
| Name                 | Verwaltungssitz | deutscher Name | Anzahl der Orte |
| -------------------- | --------------- | -------------- | --------------- |
| Städtische Gemeinde: |                 |                |                 |
| Gwardeiskoje         | Gwardeisk       | Tapiau         | 2               |
| Landgemeinden:       |                 |                |                 |
| Oserkowskoje         | Oserki          | Groß Lindenau  | 14              |
| Slawinskoje          | Slawinsk        | Goldbach       | 20              |
| Snamenskoje          | Snamensk        | Wehlau         | 10              |
| Sorinskoje           | Talpaki         | Taplacken      | 16              |

### Einwohnerentwicklung
| Jahr | Einwohner | Bemerkungen                                                                                  |
| ---- | --------- | -------------------------------------------------------------------------------------------- |
| 1959 | 26.675    | Bezogen auf den Gebietsbestand von 1960. Umgerechnet auf den Gebietsbestand ab 1965: 26,5 T. |
| 1970 | 27.527    |                                                                                              |
| 1979 | 27.108    |                                                                                              |
| 1989 | 27.299    |                                                                                              |
| 2002 | 32.101    |                                                                                              |
| 2010 | 29.926    |                                                                                              |
| 2021 | 29.797    |                                                                                              |

### Funktionsträger

#### Parteisekretäre der WKP(B)/KPdSU 1947–1991
- 1947–1948: P. I. Selenski (П. И. Зеленский)
- 1948–1951: Nikolai Sidorowitsch Kowalenko (Николай Сидорович Коваленко)
- 1951–1955: W. F. Nikolajew (В. Ф. Николаев)
- 1955–1958: Wassili Iwanowitsch Maschin (Василий Иванович Машин)
- 1958–1963: Iwan Iwanowitsch Petuschkow (Иван Иванович Петушков)
- 1965–1976: Juri Wiktorowitsch Dschordschewitsch (Юрий Викторович Джорджевич)
- 1976–1985: M. S. Timonenko (М. С. Тимоненко)
- 1985–1990: Wiktor Iwanowitsch Salmin (Виктор Иванович Салмин)
- 1990–1991: S. M. Janotschkin (С. М. Яночкин)

#### Vorsitzende
- 1946–1947: Semjon Nikolajewitsch Alexandrow (Семён Николаевич Александров)
- 1947–1949: Alexandr Afanassjewitsch Michailow (Александр Афанасьевич Михайлов)
- 1949–1954: G. D. Kaljuschny (Г. Д. Калюжный)
- 1954–1955: Wassili Iwanowitsch Maschin (Василий Иванович Машин)
- 1955–1958: A. A. Krylow (А. А. Крылов)
- 1958–1961: B. N. Fomin (Б. Н. Фомин)
- 1961–1962: K. S. Zepelew (К. С. Цепелев)
- 1965–1967: A. A. Owsjannikow (А. А. Овсянников)
- 1967–1976: M. S. Timoschenko (М. С. Тимошенко)
- 1976–1988: G. S. Litwinow (Г. С. Литвинов)
- 1988–1994: Alexei Alexandrowitsch Peretjagin (Алексей Александрович Перетягин)
- 1994–2004: Anatoli Iwanowitsch Tschaplew (Анатолий Иванович Чаплев)
- 2004–2010: Natalja Fjodorowna Waluikina (Наталья Фёдоровна Валуйкина)
- 2010–2013: Iwan Iwanowitsch Kawun (Иван Иванович Кавун)
- 2013–2015: Wladimir Anatoljewitsch Solomatin (Владимир Анатольевич Соломатин)
- seit 2015: Igor Gennadjewitsch Schaplow (Игорь Геннадьевич Шаплов)

#### Verwaltungschefs
sofern nicht gleichzeitig Vorsitzende
- 2013–2017: Alexandr Wassiljewitsch Torba (Александр Васильевич Торба)
- seit 2017: Maxim Jurjewitsch Kolomijez (Максим Юрьевич Коломиец)